# Frankfurt (Main) Galluswarte
Frankfurt (Main) Galluswarte (niem.: Bahnhof Frankfurt (Main) Galluswarte) – przystanek kolejowy we Frankfurcie nad Menem, w kraju związkowym Hesja, w Niemczech.
Znajduje się w centrum dzielnicy Gallus, a nazwa pochodzi od wartowni Galluswarte. Został otwarty w 1978 roku.
Stanowi jeden z najważniejszych węzłów transportowych w zachodnich dzielnicach miasta. Jest obsługiwany przez pociągi S-Bahn Rhein-Main.
Składa się z dwóch torów na linii Homburger Bahn, które znajdują się na peronie o wysokości 96 centymetrów i dwóch torów przelotowych na Main-Weser-Bahn.
Według klasyfikacji Deutsche Bahn ma kategorię 4.